# Тоннель «север — юг»
Тоннель «север — юг» — железнодорожный тоннель берлинского S-Bahn. Тоннель проходит с севера на юг через центр города, образуя пересадочные узлы на многие линии метро и городскую железнодорожную линию (линию Запад-Восток). На линии тоннеля расположены станции Анхальтский вокзал, Потсдамская площадь, Бранденбургские ворота, Фридрихштрассе.